# Aneby kommun
Aneby kommun er en kommune i Jönköpings län i Sverige.

## Historie
Inden for kommunens område fandtes ved kommunalforordningernes ikræfttræden den 1. januar 1863 otte sogne. Disse dannede hver især en kommune. Ved
kommunalreformen i 1952 blev de slået sammen til to storkommuner: Bredestad (af Askeryd, Bredestad, Bälaryd, Frinnaryd og Marbäck) og Hullaryd (af Haurida, Lommaryd og Vireda). Disse blev i 1967 slået sammen som Aneby kommun, der tog navn efter det municipalfællesskab, som i årene 1923 til 1966 havde eksisteret i Bredestad og Bälaryd.

## Byområder
Der er tre byområder i Aneby kommun.
I tabellen vises byområderne i størrelsesorden pr. 31. december 2005. Hovedbyen er markeret med fed skrift.
| # | Byområde       | Befolkning |
| - | -------------- | ---------- |
| 1 | Aneby          | 3.374      |
| 2 | Sundhultsbrunn | 314        |
| 3 | Frinnaryd      | 225        |

57°50′00″N 14°48′00″Ø / 57.8333°N 14.8°Ø